# Родопа
Родопа (грч. Ροδοπη) је у грчкој митологији била нимфа.

## Митологија
Била је нимфа Најада у Киконији у Тракији, кћерка речног бога Хебра. Њу је, према наводима неких аутора, волео Аполон и са њим је имала сина Кикона. Према Лукијану, њен супруг је био Хем и са њим је имала сина Хебра. Њен супруг и она су увредили богове јер су их имитирали и они су их претворили у планине, како би их казнили. Због овога, неки извори указују да су њих двоје били планински богови, Ореа. У Хомеровим химнама је приказана као Персефонина пријатељица. Неки извори указују да су Хемова супруга и Персефонина пратиља две различите личности. Хомер и Хигин су је сврставали у Океаниде. Њено име („ружичастог лица или очију“) указује или да је била Антуза, цветна нимфа или Нефела ружичастих облака у зору.

## Биологија
Латинско име ове личности (Rhodope) је назив за род пужева.